# 中濱東一郎

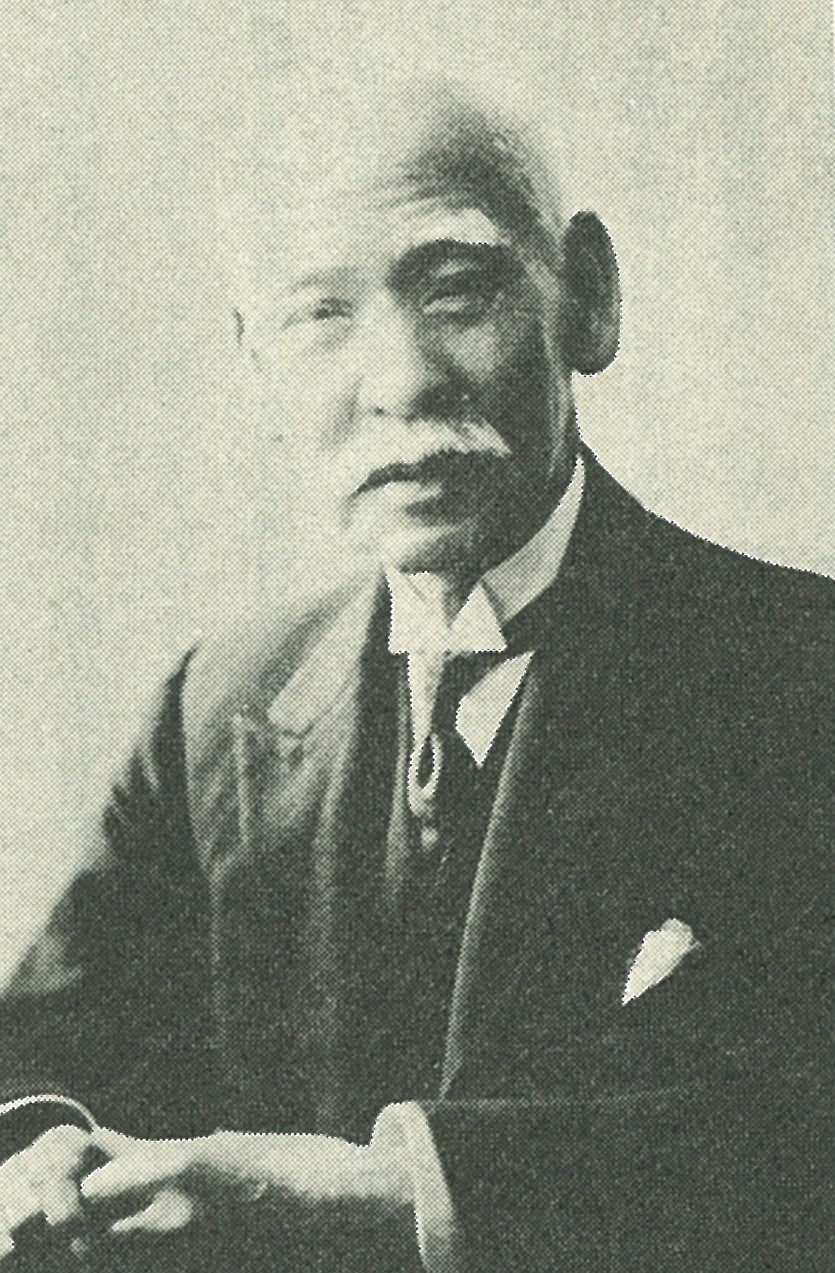
中浜東一郎

中浜東一郎（なかはま とういちろう、安政4年7月7日（1857年8月26日）- 1937年（昭和12年）4月11日）は、日本の医師、医学者。ジョン万次郎の子。

## 人物

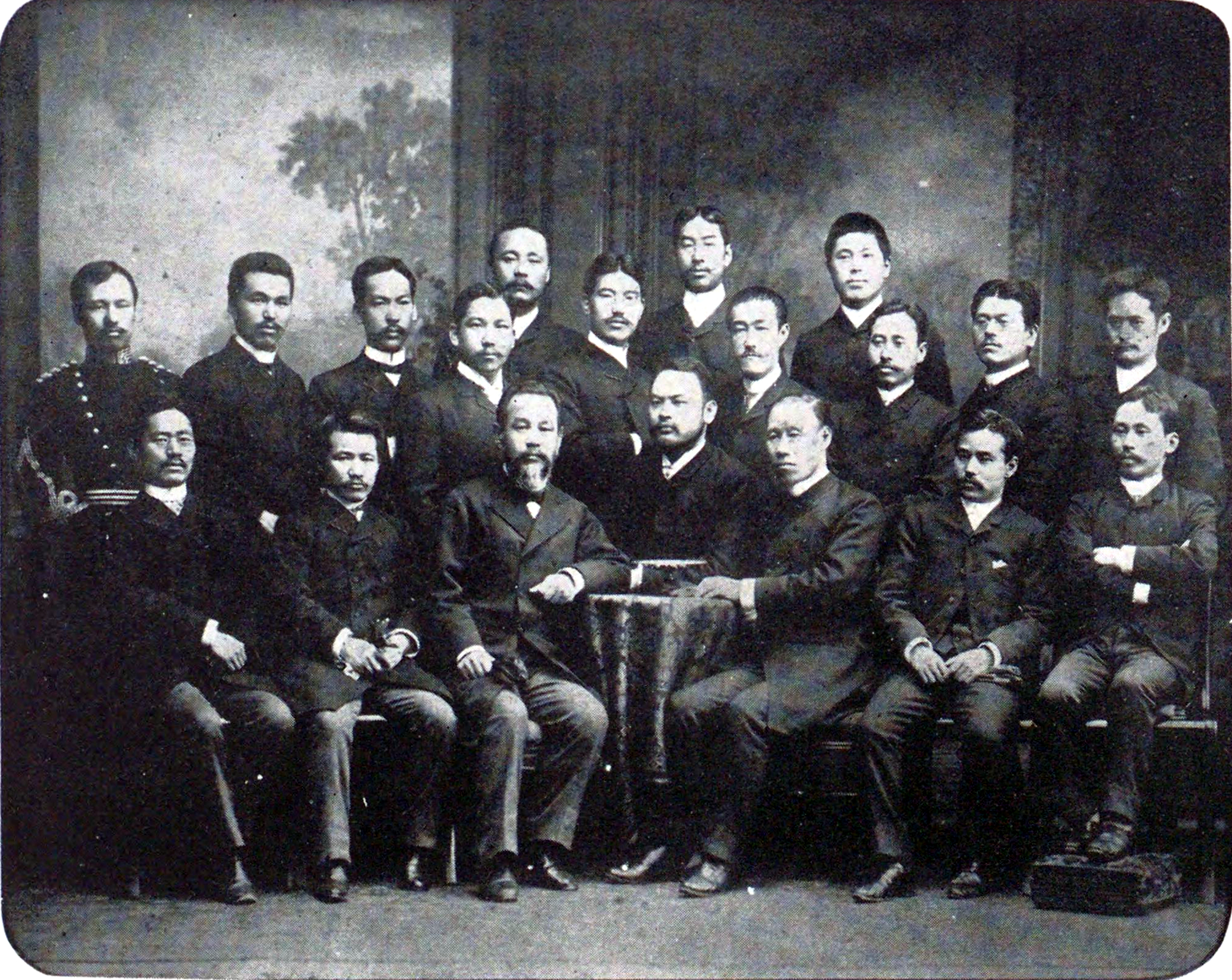
1888年、プロイセン王国ベルリン市にて日本人留学生と。前列左より河本重次郎、山根正次、田口和美、片山國嘉、石黑忠悳、隈川宗雄、尾澤主一。中列左から森林太郎、武島務、中濱、佐方潜蔵（のち侍医）、島田武次（のち宮城病院産科長）、谷口謙、瀬川昌耆、北里柴三郎、江口襄。後列左から濱田玄達、加藤照麿、北川乙治郎

中浜万次郎の長男として江戸土佐藩邸中屋敷にて出生。明治5年（1872年）、横浜十全医院に入り医学を研修、翌6年（1873年）に大学東校に入り、明治14年（1881年）に（旧）東京大学医学部を卒業。
1881年（明治14年）に福島県医学校校長に任命され、その後、岡山・金沢各医学校教授兼病院長を歴任。1885年（明治18年）10月、内務省の命により、衛生学に属する部分の研究のためドイツへ留学差遣される。1886年（明治19年）1月、ライプツィヒ大学衛生試験所の衛生学ホフマン教授に師事する。ヨーロッパ各国の衛生学研究に関する調査・視察に従事する。1889年（明治22年）、帰朝。同年から内務省衛生局に勤務し（高等官四等）、内務省東京衛生試験所所長に任じられる。1891年（明治24年）8月、医学博士の学位を授与される。1896年（明治29年）4月、内務省を退官。初代東京市医師会長、東京衛生試験所所長などを歴任した。墓所は雑司ヶ谷霊園。

## 家族
- 父・中濱万次郎 - ジョン万次郎
- 弟・中浜西次郞 - 建築家。
- 弟・中浜慶三郞 - 海軍主計大佐。岳父に長谷川謹介[6]
- 妻・よし - 書家・畔柳完道の姉
- 長女・中濱絲子 （1883年生） - 高山正雄の妻。歌人
- 三女・綾子（1895年生） - 小寺謙吉弟・又吉の妻。学習院女学部出身。
- 長男・清（1896年生） - 王子製紙社員。慶應義塾政治科出身。岳父の石館友作は函館の資産家。清の相婿に片山国嘉長男・国幸。
  - 孫・中浜博
- 二男・明（1900年生）
- 四女・絹子（1902年生） - 渡辺福三郎三男・富三郞の妻。学習院女学部出身。

## 栄典
- 1891年（明治24年）9月30日 - オスマン帝国美治慈恵第四等勲章[7]
- 同年12月 - 正七位
- 1893年（明治26年）12月 - 従六位[8]
- 1895年（明治28年）12月10日 - 正六位[9]
- 1896年（明治29年）4月30日 - 従五位[10]
- 1898年（明治31年）4月 - 清国第三等第二宝星
- 1900年（明治33年）1月 - 明治廿七八年従軍記章
- 1906年（明治39年）4月 - 勲五等瑞宝章
- 1920年（大正9年）6月 - 勲四等瑞宝章

## 研究
1896年（明治29年）2月東京都の八丈小島に上陸し、現地で「バク」と呼ばれていた八丈小島のマレー糸状虫症について初めて研究を行った。中浜は八丈小島と八丈島での調査内容を同年（1896年）発行の東京医事新誌954号に『八丈島属島小島に於けるバク病取調報告』として報告した。これにより八丈小島のバクと呼ばれる風土病は日本の医学会に知られることになった。

## 北里柴三郎と論争
中浜は衛生新報第75号及び76号において「北里医学博士のジフテリアおよびコレラ治療報告を読む」と題し、北里柴三郎に対する批判を行った。その要点として、ジフテリア治療血清の発見はベーリング一人の発見であること、純粋培養法を行い人体に免疫法をおこなったのはコッホと言った北里の説は当を得ないこと、コレラ免疫法の研究を指示するにさいし、多くの人名を挙げなかったこと、コレラの死亡統計をあげるのに、僅か270名の統計を挙げたこと、コレラ治療血清を人体に応用の利害が判明しない時に反証をあげず有効なりと説くのは不当なりとある。北里は一つ一つ反論し、実験もせず、卓上の議論のみをなすには、中浜博士の地位にふさわしくないとした。